# Implosiva alveolar surda
A implosiva alveolar surda é um som consonantal raro, usado em algumas línguas faladas. O símbolo no Alfabeto Fonético Internacional que representa este som é ⟨ɗ̥⟩ ou ⟨tʼ ↓⟩. Uma letra específica do AFI, ⟨ƭ⟩, foi retirada em 1993.

## Características
- Sua maneira de articulação é oclusiva, ou seja, produzida pela obstrução do fluxo de ar no trato vocal.[1]
- Como a consoante também é oral, sem saída nasal, o fluxo de ar é totalmente bloqueado e a consoante é uma plosiva.[1]
- Seu ponto de articulação é alveolar, o que significa que é articulado com a ponta ou a lâmina da língua na crista alveolar, denominada respectivamente apical e laminal.[1]
- Sua fonação é surda, o que significa que é produzida sem vibrações das cordas vocais. É uma consoante oral, o que significa que o ar só pode escapar pela boca.[1]
- É uma consoante central, o que significa que é produzida direcionando o fluxo de ar ao longo do centro da língua, em vez de para os lados.[1]
- O mecanismo da corrente de ar é implosivo (ingressivo glótico), o que significa que é produzido puxando o ar e bombeando a glote para baixo.[1]
- Como não tem voz, o glote está completamente fechada e não há corrente de ar pulmonar.[1]

## Ocorrência
/ɗ̥/ é encontrado em sererê do Senegal, o dialeto owere da língua ibo na Nigéria, e em alguns dialetos das línguas poqomchi' e quiché da Guatemala. O ibo owere tem um contraste de sete vias entre as paradas alveolares, /tʰ t ɗ̥ dʱ d ɗ n/.
| Língua | Língua        | Palavra                | AFI                    | Significado            | Notas                  |
| ------ | ------------- | ---------------------- | ---------------------- | ---------------------- | ---------------------- |
| Sererê | Sererê        | [ exemplo necessário ] | [ exemplo necessário ] | [ exemplo necessário ] | [ exemplo necessário ] |
| Ibo    | Dialeto owere | [ exemplo necessário ] | [ exemplo necessário ] | [ exemplo necessário ] | [ exemplo necessário ] |